# Zuzana není pro nikoho doma (album)
Zuzana není pro nikoho doma je druhé album písniček divadla Semafor. Všechny složili zakladatelé divadla Jiří Suchý s Jiřím Šlitrem a pocházely ze stejnojmenného písňového pásma, přičemž natočeny byly živě před publikem. Album vydala společnost Supraphon pod katalogovým číslem DM 10138. Zpívají na něm tehdejší hvězdy Semaforu Karel Gott, Hana Hegerová, Pavlína Filipovská, Jana Malknechtová, Jiří Jelínek a ve sborech též Pavel Sedláček a Milan Drobný.

## Nahrávání alba
Deska kopírovala divadelní pásmo Zuzana není pro nikoho doma, které navazovalo na úspěšné pořady Zuzana je sama doma (1960) a Zuzana je zase sama doma (1961). Na LP bylo zachyceno osm z osmnácti písniček hry (natočené byly všechny, v roce 2019 vyšly i ostatní na CD boxu "Zuzana, Jonáš a spol."). Samotné nahrávání proběhlo v Semaforu 13. dubna 1963, záznam pořídil zvukař Bohumil Paleček za asistence techniků Supraphonu Jana Chalupského a Františka Řebíčka. Jiří Šlitr zdůvodňoval živé natáčení tím, že se snažili přenést na desku více autentický záznam divadelní atmosféry.

## Sestava a vydání alba
LP vyšlo koncem roku 1963, a to v malém formátu (25 cm) bez vlastního obalu, pouze v anonymním přebale s logem Supraphon. Veškeré informace obsahovala pouze etiketa desky. Některé z nejúspěšnějších písní pásma byly souběžně natočeny i ve studiovém provedení ("Motýl", "Život je pes", "Z mého života", "Sáně") a vyšly tak na supraphonských singlech. Z LP desky byly ve studiu natočeny také "Zčervená", "Oči sněhem zaváté", Hana Hegerová později zařadila na své album Šansony píseň "Barová lavice" a pro film Kdyby tisíc klarinetů vznikla studiová verze hitu Pavlíny Filipovské "Kapitáne, kam s tou lodí". Mnoho z písní také uspělo v druhém ročníku populární soutěže Zlatý slavík, kde se na prvních dvou pozicích umístily "Oči sněhem zaváté" (1.) a "Motýl" (2.). Dále z písní pásma bodovaly: "Zčervená" (10.), "Zdvořilý Woody" (12.), "Život je pes" (20.), "Z mého života" (25.) a "Sáně" (28.). Některé byly nasnímány i pro televizi.  Reedice alba vyšla v rámci supraphonského CD boxu "Semafor - léta šedesátá" v roce 2011.

## Seznam skladeb
| Strana 1 | Strana 1                   | Strana 1               | Strana 1               | Strana 1 |
| Pořadí   | Název                      | Autor                  | Zpěv                   | Délka    |
| -------- | -------------------------- | ---------------------- | ---------------------- | -------- |
| 1.       | Co je blues                | Jiří Šlitr, Jiří Suchý | Soubor divadla Semafor | 4:30     |
| 2.       | Theo, já tě mám tolik ráda | Jiří Šlitr, Jiří Suchý | Jana Malknechtová      | 2:48     |
| 3.       | Barová lavice              | Jiří Šlitr, Jiří Suchý | Hana Hegerová          | 4:44     |
| 4.       | Zčervená                   | Jiří Šlitr, Jiří Suchý | Jiří Jelínek           | 3:49     |

| Strana 2 | Strana 2                    | Strana 2               | Strana 2               | Strana 2 |
| Pořadí   | Název                       | Autor                  | Zpěv                   | Délka    |
| -------- | --------------------------- | ---------------------- | ---------------------- | -------- |
| 5.       | Kapitáne, kam s tou lodí    | Jiří Šlitr, Jiří Suchý | Pavlína Filipovská     | 3:23     |
| 6.       | Oči sněhem zaváté           | Jiří Šlitr, Jiří Suchý | Karel Gott             | 3:20     |
| 7.       | Zdvořilý Woody              | Jiří Šlitr, Jiří Suchý | Karel Gott             | 4:41     |
| 8.       | Zuzana není pro nikoho doma | Jiří Šlitr, Jiří Suchý | Soubor divadla Semafor | 6:00     |

## Hudební doprovod
- Ferdinand Havlík se svým orchestrem